# ТВ Фељтон: Францускиња из Словца
ТВ Фељтон: Францускиња из Словца” је југословенски документарни ТВ филм из 1974. године. Режирао га је Звонко Симоновић а сценарио је написао Славољуб Ђукић.

## Улоге
| Глумац            | Улога   |
| ----------------- | ------- |
| Петар Поповић     | Новинар |
| Бранислав Сурутка | Наратор |